# Sinus polaire
En géométrie, le sinus polaire (noté psin) généralise le sinus  d'un angle à certains angles solides.

## Définition

### Familles denvecteurs de l'espace àndimensions

Interprétations de Ω et Π dans le cas 3D : à gauche, un parallélépipède (de volume Ω) ; à droite, le parallélépipède rectangle correspondant (de volume Π).

Soit v1, ..., vn (pour n ≥ 2) une famille de vecteurs non nuls de l'espace euclidien à n dimensions ℝn . On définit le sinus polaire de cette famille (ou, géométriquement, de l'angle solide formé par ces vecteurs si on les interprète comme les arêtes d'un  parallélotope issues d'un même sommet) par la formule :
{\displaystyle \operatorname {psin} (\mathbf {v} _{1},\dots ,\mathbf {v} _{n})={\frac {\Omega }{\Pi }},}
où le numérateur est le déterminant
{\displaystyle {\begin{aligned}\Omega &=\det {\begin{bmatrix}\mathbf {v} _{1}&\mathbf {v} _{2}&\cdots &\mathbf {v} _{n}\end{bmatrix}}={\begin{vmatrix}v_{11}&v_{21}&\cdots &v_{n1}\\v_{12}&v_{22}&\cdots &v_{n2}\\\vdots &\vdots &\ddots &\vdots \\v_{1n}&v_{2n}&\cdots &v_{nn}\\\end{vmatrix}}\end{aligned}}}
égal à l'hypervolume (signé) du parallélotope ayant pour arêtes
{\displaystyle {\begin{aligned}\mathbf {v} _{1}&=(v_{11},v_{12},\cdots v_{1n})^{T}\\\mathbf {v} _{2}&=(v_{21},v_{22},\cdots v_{2n})^{T}\\&\,\,\,\vdots \\\mathbf {v} _{n}&=(v_{n1},v_{n2},\cdots v_{nn})^{T}\\\end{aligned}}} (l'exposant T indiquant  la transposition de matrice).
et le dénominateur {\displaystyle \Pi =\prod _{i=1}^{n}\|\mathbf {v} _{i}\|}, le produit des normes des vecteurs, et donc l'hypervolume d'un parallélotope rectangle de côtés de mêmes longueurs que les vecteurs ; cette définition correspond à celle du sinus ordinaire pour une famille de deux vecteurs. On voit facilement que le premier hypervolume est inférieur au second, et donc que {\displaystyle -1\leq \operatorname {psin} (\mathbf {v} _{1},\dots ,\mathbf {v} _{n})\leq 1,\,}
comme pour le sinus ordinaire ; les bornes ne sont atteintes que si les vecteurs sont orthogonaux deux à deux.

### Généralisation
Une version non signée du sinus polaire existe pour des familles de  n vecteurs d'un espace de dimension m ≥ n ; elle coïncide avec la valeur absolue de la définition précédente dans le cas m = n. Comme précédemment, on pose {\displaystyle \operatorname {psin} (\mathbf {v} _{1},\dots ,\mathbf {v} _{n})={\frac {\Omega }{\Pi }},} mais en prenant
{\displaystyle \Omega ={\sqrt {\det \left({\begin{bmatrix}\mathbf {v} _{1}&\mathbf {v} _{2}&\cdots &\mathbf {v} _{n}\end{bmatrix}}^{T}{\begin{bmatrix}\mathbf {v} _{1}&\mathbf {v} _{2}&\cdots &\mathbf {v} _{n}\end{bmatrix}}\right)}}\,}.

## Propriétés
Échange de vecteurs
Le déterminant étant une forme antisymétrique, on a :
{\displaystyle {\begin{aligned}\Omega &=\det {\begin{bmatrix}\mathbf {v} _{1}&\mathbf {v} _{2}&\cdots &\mathbf {v} _{i}&\cdots &\mathbf {v} _{j}&\cdots &\mathbf {v} _{n}\end{bmatrix}}\\&=-\det {\begin{bmatrix}\mathbf {v} _{1}&\mathbf {v} _{2}&\cdots &\mathbf {v} _{j}&\cdots &\mathbf {v} _{i}&\cdots &\mathbf {v} _{n}\end{bmatrix}}\\&=-\Omega \end{aligned}}}
Indépendance de la norme
Le sinus polaire ne change pas si les vecteurs sont multipliés par des constantes positives (et change de signe pour des constantes négatives), car :
{\displaystyle {\begin{aligned}\operatorname {psin} (c_{1}\mathbf {v} _{1},\dots ,c_{n}\mathbf {v} _{n})&={\frac {\det {\begin{bmatrix}c_{1}\mathbf {v} _{1}&c_{2}\mathbf {v} _{2}&\cdots &c_{n}\mathbf {v} _{n}\end{bmatrix}}}{\prod _{i=1}^{n}\|c_{i}\mathbf {v} _{i}\|}}\\[6pt]&={\frac {\prod _{i=1}^{n}c_{i}}{\prod _{i=1}^{n}|c_{i}|}}\cdot {\frac {\det {\begin{bmatrix}\mathbf {v} _{1}&\mathbf {v} _{2}&\cdots &\mathbf {v} _{n}\end{bmatrix}}}{\prod _{i=1}^{n}\|\mathbf {v} _{i}\|}}\\[6pt]&=\operatorname {psin} (\mathbf {v} _{1},\dots ,\mathbf {v} _{n})\end{aligned}}}
Annulation
Le sinus polaire est nul si et seulement si la famille des {\displaystyle \mathbf {v} _{i}} est liée.

## Historique
Le sinus polaire fut défini et étudié par Euler en 1781.